# Deidad de vida, muerte y resurrección

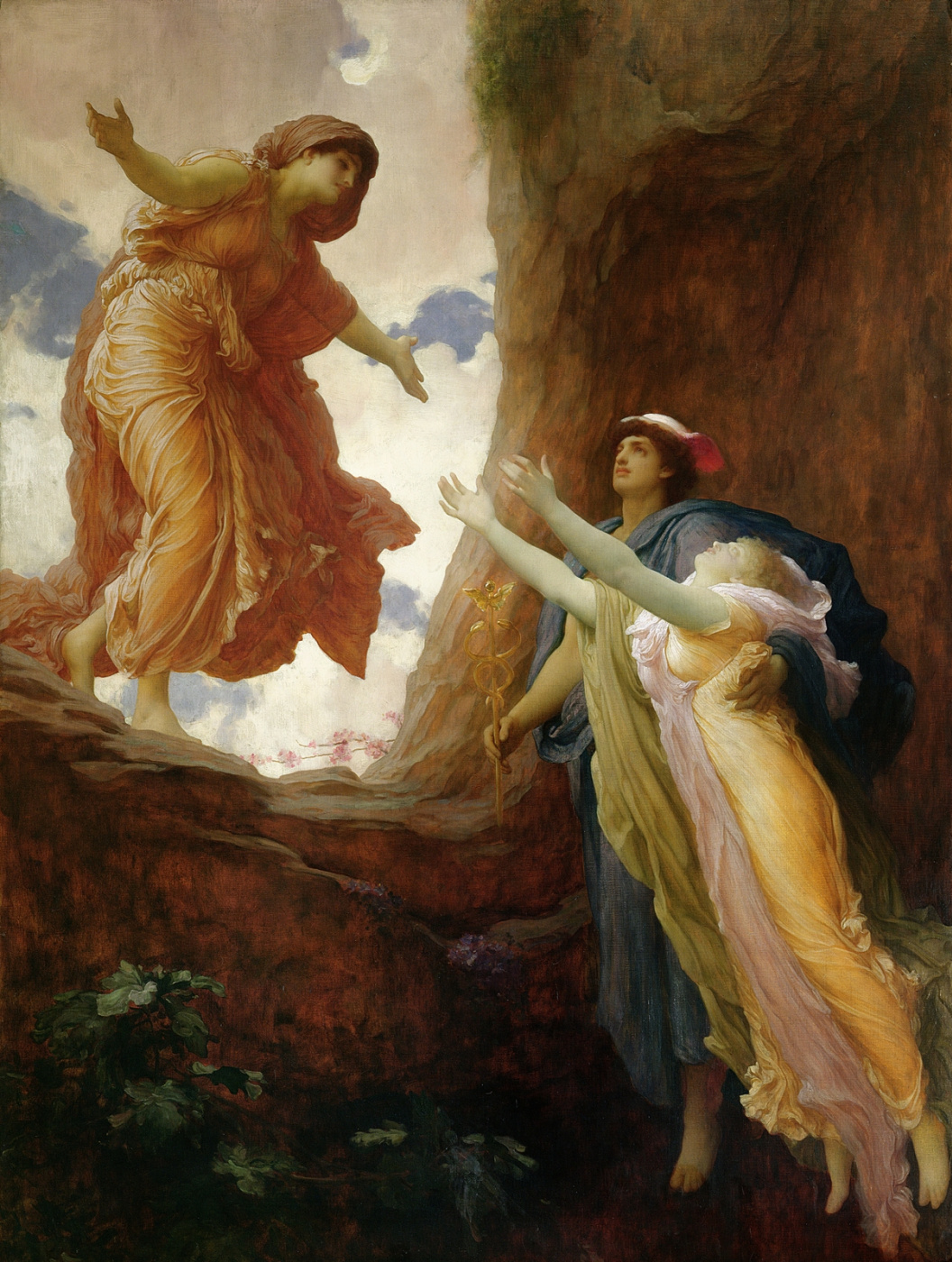
El regreso de Perséfone, Frederic Leighton, 1891.

La categoría de deidades de vida, muerte y resurrección es un método práctico de clasificar a las muchas deidades de las mitologías y religiones del mundo que nacen, sufren la muerte, un eclipse u otra experiencia similar al fallecimiento, pasan una fase en el inframundo entre los muertos, y luego renacen, ya sea literal o simbólicamente.
Entre los dioses que podrían incluirse en esta categoría están Osiris, Adonis, Tammuz, Fénix, Dioniso, Cristo u Odín. Las diosas que entraron al reino de los muertos y volvieron incluyen a Inanna (también conocida como Ishtar), cuyo culto se remonta al 4000 a. C., y Perséfone, la figura central de los misterios eleusinos, cuyo culto puede datar del 1700 a. C. como la diosa sin nombre adorada en Creta.
Históricamente, esta categoría ha estado más fuertemente relacionada con dos enfoques diferentes del estudio de la religión. El primero, que podría etiquetarse de «naturalista», busca explicar estos mitos en términos de paralelismos con procesos naturales. El segundo, que podría llamarse «interior», busca explicarlos como transformación espiritual individual.

## El enfoque naturalista
De los dos principales enfoques a la hermenéutica de la vida, muerte y resurrección, la explicación naturalista tiene mayor apoyo en las fuentes antiguas. Estos rituales estaban estrechamente relacionados con el ciclo de las estaciones, como cuando las mujeres atenienses plantaban jardines de Adonis en macetas y entonces, cuando los brotes crecidos se secaban al calor del verano, lloraban por la muerte del dios. Ya en la antigüedad, el enfoque racionalista de Aristóteles podía elaborarse hasta una interpretación rígidamente naturalista de los orígenes de los mitos como explicaciones de fenómenos estacionales naturales. Tal interpretación reduccionista fue aparentemente epitomizada por Evémero (finales del siglo IV a. C.), dando lugar al término «evemerista». Los estoicos racionalistas romanos como Cicerón y Séneca, que consideraban suprema la naturaleza oficial y civil del ritual, estaban preparados para explicar los mitos y fiestas de Attis, Adonis y Perséfone en términos de fenómenos naturales. El rapto y retorno de Perséfone, argumentaba Cicerón, era símbolo de la siembra y crecimiento de las cosechas.
A finales del siglo XVIII, la interpretación naturalista adquirió vigor renovado, a medida que librepensadores como Richard Payne Knight buscaron explicar todos los fenómenos religiosos en términos de actividad solar. Así, se consideraba que tanto las tribulaciones de Jesús y como las de Osiris representaban el curso del sol por el día, la noche y el amanecer.
La hipótesis naturalista alcanzó un apogeo mayor en las obras de James Frazer, Jane Ellen Harrison y sus compañeros ritualistas de Cambridge. En sus fundamentales obras La rama dorada y Prolegómenos al estudio de la religión griega, Frazer y Harrison argumentaban que todos los mitos solo son ecos de rituales, y que todos los rituales tienen como objetivo primordial la manipulación de los fenómenos naturales por medio de la magia simpática. El rapto y retorno de Perséfone, el descuartizamiento y reparación de Osiris, las tribulaciones y triunfo de Odín tendrían por tanto sus raíces en ritos primitivos para renovar la fertilidad de las tierras y cultivos secos.

## El enfoque interior
Para la época victoriana, las ideas solares fálicas de Richard Payne Knight junto con el trabajo menos subido de tono de investigadores como Max Müller habían dado extraños giros al hacerse un hueco en el discurso popular. Grupos como la Orden Hermética del Alba Dorada estaban usando paralelismos académicos entre Cristo, Osiris y otros dioses solares putativos de muerte y resurrección para construir elaborados sistemas místicos y teosóficos.
Para el siglo XX, este giro espiritualizador hacia la hipótesis del dios universal de muerte y resurrección se había hecho hueco en el discurso popular. Desde sus estudios sobre la alquimia y otros sistemas espirituales, el psicólogo suizo Carl Gustav Jung argumentó que los procesos arquetípicos tales como la muerte y resurrección eran parte del simbolismo transpersonal del inconsciente colectivo, y podía utilizarse en la tarea de integración psicológica. La línea de argumentación de Jung ha sido seguida, con modificaciones, por investigadores como Károly Kerényi y Joseph Campbell.

## Cristianismo
En disciplinas académicas como la mitografía, la sociología y la antropología, el cristianismo y sus símbolos se categoriza como un sistema mitológico, junto con todas las demás religiones del mundo. El motivo universal del dios que muere y resucita, y la particular existencia de religiones mistéricas relacionadas con este tipo de deidades alrededor del mar Mediterráneo (por ejemplo Osiris, Attis y Adonis), llevó a algunos investigadores, empezando por Francis Cumont, a clasificar la figura de Jesucristo (como aparece en los evangelios) como un ejemplo sincrético de este arquetipo. Esta afirmación es rechazada por investigadores cristianos.
Estas correspondencias no tienen relación con la cuestión de la historicidad de Jesús. Incluso la interpretación de la crucifixión como un suceso estrictamente histórico en modo alguno descarta su subsiguiente mitificación. En particular, C. S. Lewis creía tras su conversión al cristianismo que la resurrección pertenecía a esta categoría de mitos, con la propiedad añadida de haber sucedido realmente en la historia: «si Dios elige ser “mitopoyético” —¿y no es el propio cielo un mito?—, ¿rechazaríamos ser “mitopáticos”?»

## Críticas a la universalidad
La principal crítica que se ha hecho contra la categoría universal de deidad de vida, muerte y resurrección es que es reduccionista, al buscar encajar mitos dispares en una sola caja. Marcel Detienne argumenta que la hipótesis oscurece las distinciones que realmente importan. Más aún, dado que la muerte y la resurrección son más importantes para el cristianismo que para algunas otras religiones, Detienne argumenta que una aplicación de la categoría supone el riesgo de hacer al cristianismo el estándar por el que juzgar a todos demás sistemas de creencias.
Empezando con una visión general del ritual de plantar y dejar secar jardincillos de hierbas en el festival ateniense de la Adonia, Detienne teoriza que más que ser un suplente para los cultivos en general y por tanto el reconocimiento universal del ciclo de muerte y renacimiento, estas hierbas (y Adonis) eran parte de un complejo de relaciones en la mentalidad griega que giraba en torno a las especias. Detienne postula que estas relaciones incluían la seducción, el engaño, la glotonería y las preocupaciones del parto. Desde su punto de vista, la muerte de Adonis es solo un dato entre los muchos que pueden usarse para analizar la fiesta, el mito y el dios. De forma similar, una deidad como Osiris, cuyas funciones se relacionan con las cosechas y los muertos más que con las especias y el amor, exigirían una interpretación muy diferente, a pesar del rasgo común de haber muerto.